# Corpo Expedicionário Francês no Extremo Oriente

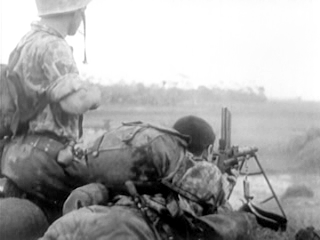
Combate com o FM 24/29 em 1952.

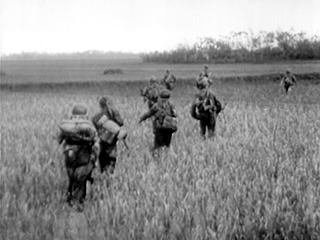
Pára-quedistas franceses na Indochina em maio de 1952.

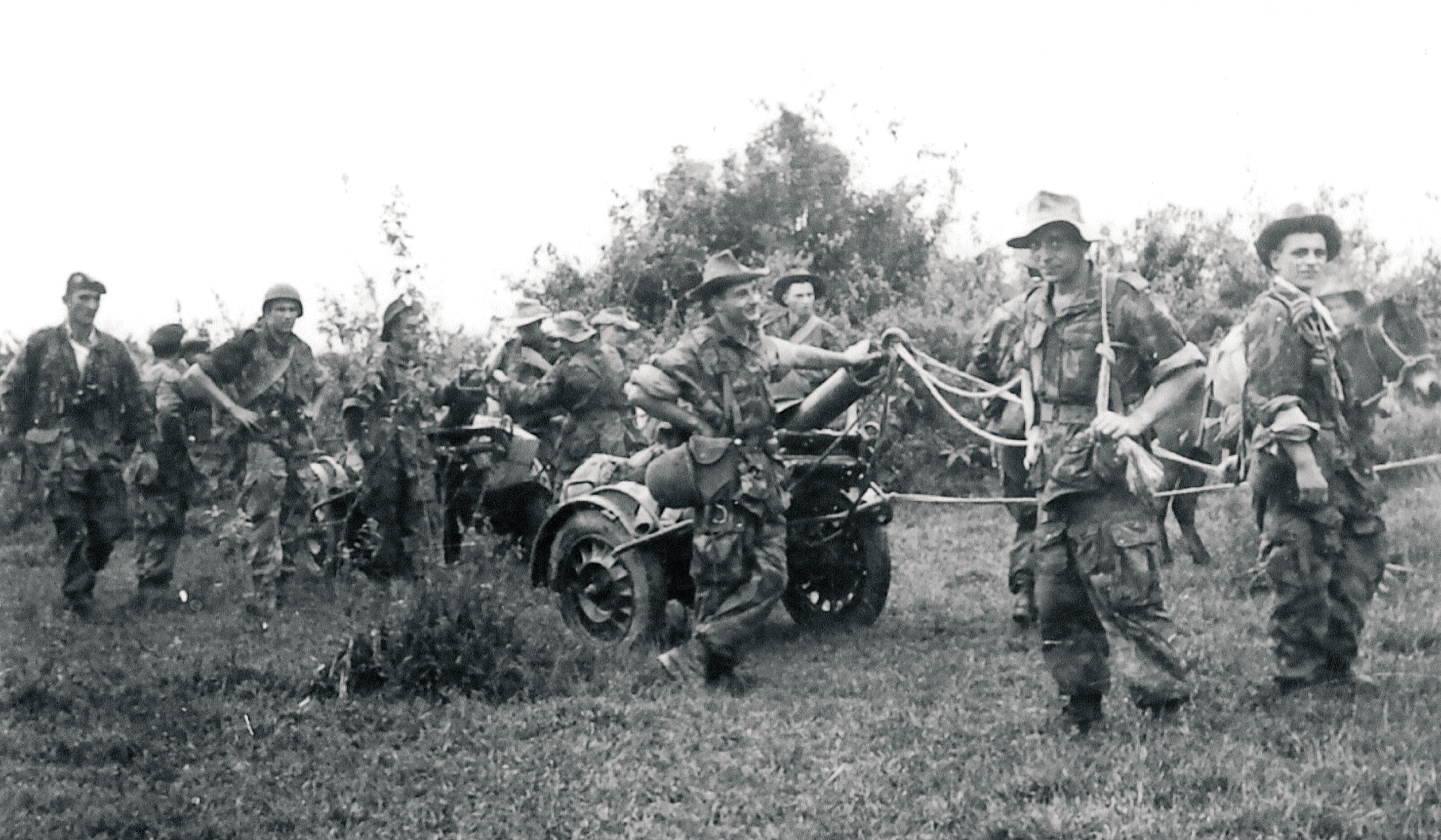
Legionários da 1ª Companhia Estrangeira de Paraquedistas de Morteiros Pesados em 1953/1954 com 2 morteiros Brandt 120mm tipo A.M. 50.

O Corpo Expedicionário Francês no Extremo Oriente (em francês:  Corps expéditionnaire français en Extrême-Orient CEFEO) foi uma força expedicionária das Forças Armadas Francesas que serviu na Indochina Francesa de 1945 até 1956. Inicialmente, o Corpo foi destinado a combater o Império do Japão na fase final da Segunda Guerra Mundial para reocupar a Indochina, mas acabou operando na Guerra da Indochina contra o Việt Minh.

## Origens (1943-1945)
Em 1943, o Comitê Francês de Libertação Nacional de Argel decidiu sobre a participação das forças combatentes francesas na Guerra do Pacífico com, no espírito do General de Gaulle, um duplo objectivo: participar na guerra contra o Japão ao lado dos Aliados e restabelecer a autoridade da França sobre as suas possessões indochinesas, que os japoneses invadiram parcialmente em 1940; depois destruindo completamente a administração colonial francesa durante o golpe de 1945. A sua criação foi trabalhosa e a França carecia de equipamentos e barcos para lhe transportar e teve que recorrer à ajuda americana.
Em junho de 1945, o General Leclerc foi colocado à frente deste corpo expedicionário. O seu prestígio será utilizado na França para contribuir para o recrutamento de voluntários, mas a capitulação do Japão foi anunciada em 15 de agosto de 1945 enquanto esta força expedicionária ainda não tinha saído de França. Já na França continental, alguns expressaram dúvidas sobre os objetivos desta força expedicionária e as mudanças ocorridas no Império Francês durante a guerra. Assim, o jornal Le Monde de 21 de agosto de 1945 indica que: "A França não foi a última a notar que a política colonial não poderia ser levada a cabo depois da guerra nas mesmas condições de antes."
O cartaz de recrutamento das Forças Expedicionárias Francesas do Extremo Oriente (FEFEO) não apresenta a campanha da Indochina como uma guerra colonial, mas como a busca pela libertação do território francês, ecoando o "dever de guerra" de que falou o General de Gaulle no seu discurso de 25 de agosto de 1944 durante a libertação de Paris, apenas alguns meses antes. Assim, os franceses que se voluntariaram para a força expedicionária puderam ler no cartaz em questão: "Ontem Estrasburgo, amanhã Saigon, alsitem-se na FEFEO"; o herói nacional que era então o General Leclerc das FFL estava ali representado num tanque Sherman da prestigiada 2ª DB.
O Império do Japão anunciou a sua capitulação em meados de agosto, apanhando o governo francês de surpresa e permitindo que os separatistas vietnamitas tomassem o poder na Indochina. Leclerc, que chegou a Kandy, no Sri Lanka, em 22 de agosto de 1945 para preparar o desembarque de suas tropas, foi informado por Lord Mountbatten que, em aplicação dos acordos de Potsdam, os britânicos (ao sul) e os chineses (ao norte) penetrariam primeiro na Indochina. Leclerc pediu a Charles de Gaulle que conseguisse que Harry Truman revertesse esta decisão, mas os Estados Unidos recusaram, não desejando, entre outras coisas, desagradar Chiang Kai-shek. Os primeiros elementos da força expedicionária, o Corpo Ligeiro de Intervenção, chegaram à Indochina em meados de setembro e participaram, com os britânicos e os chineses, no desarmamento das tropas japonesas. O grosso das tropas da força expedicionária só pôde desembarcar no início de outubro, em particular graças à ajuda da Marinha Real, desembarcando o próprio Leclerc em 5 de outubro. A força expedicionária logo se envolveu na luta contra o Việt Minh, no que ficaria conhecido como Guerra da Indochina. Os comandos franceses da DGER (compostos por ex-participantes da Operação Jedburgh), lançados de pára-quedas pela Força 136 britânica, já lá estavam há vários meses, trabalhando com a assistência das tribos montanhosas Hmong do Laos.
O genocídio dos Hmong que continua até hoje, como atesta o relatório de Grégoire Deniau em 2005 para Envoyé Spécial, resulta deste apoio prestado pelos Hmong à França, primeiro contra os japoneses, depois contra o Viet Minh e, finalmente, nos Estados Unidos, ainda contra o Viet Minh.

## Retirada francesa do Vietnã do Sul (1954-1956)
O nome força expedicionária das tropas francesas no Vietnã do Sul durará até 28 de abril de 1956, dia da liquidação e dissolução do corpo expedicionária levada a cabo pelo General Jacquot.
Na verdade, embora os Acordos de Genebra tenham sido assinados em julho de 1945, marcando o cessar-fogo oficial e a divisão do Vietnã, a evacuação das tropas francesas na Indochina só foi efetiva em 28 de abril de 1956. Durante este período de tempo, a força expedicionária de mais de 100.homens completou a formação do Exército Nacional Vietnamita (criado em 1949), e cujos quadros eram maioritariamente pró-franceses, como o seu líder, o General Nguyễn Văn Hinh, que se juntou à Legião Estrangeira em 1956. Os Estados Unidos, que já ajudavam materialmente os franceses, assumiram o controle no que se tornaria a Guerra do Vietnã.
Durante este período, a França e os Estados Unidos travaram uma luta por influência que levou a uma "guerra secreta" por serviços de ação interposta onde os GCMA permanecem ativos (Operação X). Os últimos soldados franceses deixaram Saigon em março de 1958, aproximadamente um século após o início da colonização francesa na Indochina.

## Comando

### Comandantes superiores das tropas no Extremo Oriente
| Nº 1 | Nome                     | Mandato                                    | Detalhes |
| ---- | ------------------------ | ------------------------------------------ | -------- |
| 1    | General Philippe Leclerc | 15 de agosto de 1945 – 19 de julho de 1946 |          |
| 2    | General Jean Valluy      | 19 de julho de 1946 – fevereiro de 1948    |          |
| 3    | General Raoul Salan      | 10 de fevereiro de 1948 – abril de 1948    | Interino |

## Comandantes-em-Chefe
- Agosto de 1945 a março de 1947: Almirante Georges Thierry d'Argenlieu;
- Após a saída de d'Argenlieu, Émile Bollaert foi nomeado alto comissário mas não assumiu o título de comandante-em-chefe. Tem ao seu lado um comandante superior das tropas, o general Valluy e depois, interinamente, o general Salan;
- Abril de 1948 a setembro de 1949: General Blaizot;
- Setembro de 1949 a dezembro de 1950: General Carpentier;
- 6 de dezembro de 1950 – 31 de dezembro de 1951: General de Lattre (também é alto comissário);
- 1º de janeiro de 1952 – 27 de maio de 1953: General Salan;
- 27 de maio de 1953 – 9 de junho de 1954: General Navarre;
- 9 de junho de 1954 a junho de 1955: General Ély;
- Junho de 1955 a fevereiro de 1956: General Jacquot.

### Comandantes do Tonquim
- Maio de 1947 a fevereiro de 1948: General Salan;
- Agosto de 1948 a setembro de 1949: General Chanson;
- Setembro de 1949 a novembro de 1950: General Marcel Alessandri;
- Fevereiro de 1951 a maio de 1953: General de Linarès;
- Junho de 1953 a outubro de 1954: General Cogny.

### Comandantes do Sul
- Dezembro de 1946 a fevereiro de 1948: General Nyo;
- Fevereiro de 1948 a setembro de 1949: General Boyer de la Tour;
- Setembro de 1949 a julho de 1951: General Chanson;
- Setembro de 1951 a junho de 1953: General Bondis.

## Composição e estatísticas
O CEFEO era composto por unidades de toda a União Francesa, auxiliadas pelas forças dos Estados associados da Indochina. Em 1954, o CEFEO contava com 177 mil homens, incluindo 59 mil indígenas. Os soldados coloniais representavam uma parte muito significativa da força do efetivo. Entre 1947 e 1954, 122.900 norte-africanos e 60.340 negros africanos desembarcaram na Indochina, perfazendo um total de 183.240 africanos. Em 1º de fevereiro de 1954, representavam 43,5% dos 127.785 homens das Forças Terrestres (excluindo os nativos).
De setembro de 1945 até ao cessar-fogo de julho de 1954, 488.560 homens e mulheres desembarcaram na Indochina:
- 223.467 franceses da metrópole;
- 122.920 argelinos, tunisianos ou marroquinos;
- 72.833 legionários;
- 60.340 africanos.

A que se somam cerca de 8.000 militares já baseados na Indochina em 1945, internados pelos japoneses durante o golpe de 9 de março de 1945, e não repatriados após a sua libertação.

### Equipamento
Após quatro anos de ajuda militar americana, em 1954, o CEFEO contava com 452 tanques e caça-tanques, 1.985 veículos blindados, meias-lagartas e veículos anfíbios. Os trens blindados da Legião Estrangeira foram montados a partir de 1948.
Aqui está a evolução do armamento CEFEO:
| Veículos                            | 1945 | 1947 | 1948 | 1950 | 1951  | 1954  |
| ----------------------------------- | ---- | ---- | ---- | ---- | ----- | ----- |
| Carros de reconhecimento            | 40   | 140  | 208  | 253  | 191   | 103   |
| Tanquetes                           | 19   | 376  | 224  | 225  | 225   | 227   |
| Tanques                             | 47   | -    | 21   | 26   | 104   | 204   |
| Obuseiros                           | 9    | 64   | 32   | 73   | 82    | 73    |
| Meias-lagartas e Universal Carriers | 28   | 183  | 179  | 207  | 422   | 468   |
| Vedetas                             | -    | -    | -    | 36   | 42    | 80    |
| Blindados Anfíbios                  | -    | -    | -    | 136  | 169   | 230   |
| Total                               | 143  | 763  | 664  | 956  | 1.234 | 1.385 |

### As primeiras unidades
O primeiro destacamento francês, constituído por uma companhia do 5º RIC/CLI, desembarcou em Saigon em 12 de setembro de 1945, integrado no Corpo Ligeiro de Intervenção, com as tropas britânicas do Major General Gracey, a 20ª Divisão indiana.
Em 21 de setembro, as tropas aptas do 11º RIC (1.400 homens), internadas em seus quartéis desde o golpe japonês de 9 de março de 1945, foram libertadas e rearmadas. Em 3 de outubro, o Comando Ponchardier e o restante do 5º RIC desembarcaram na Indochina.
A maior parte das tropas, divididas ou não, chega em seguida:
- de 15 a 21 de outubro: GM/2º DB) sob as ordens do Tenente-Coronel Massu (2.000 homens);
- Dezembro de 1945: 9º DIC do General Valluy;
- final de dezembro de 1945: 1º BEO (1.200 homens);
- Dezembro de 1945: 3º REI;
- Janeiro de 1946: Brigada de Fuzileiros Navais do Extremo Oriente (3.000 fuzileiros navais, os primeiros elementos desembarcaram em outubro de 1945)
- Fevereiro de 1946: 3º DIC do General Nyo;
- Fevereiro de 1946: 1º Batalhão Paraquedista do SAS sob o comando do Chefe de Esquadrão Mollat;
- Março de 1946: 13º DBLE;
- 19 de junho de 1946; 2º Batalhão Paraquedista do SAS sob o comando do Chefe de Batalhão Maurepas.

#### Evolução e perdas anuais
| Anos | Efetivo | Mortos e desaparecidos |
| 1945 | 19.400  | 367                    |
| 1946 | 68.400  | 2 828                  |
| 1947 | 88.625  | 4 081                  |
| 1948 | 86.800  | 4 821                  |
| 1949 | 98.550  | 4 872                  |
| 1950 | 122.785 | 7 150                  |
| 1951 | 142.008 | 3 443                  |
| 1952 | 200.993 | ??                     |
| 1953 | 190.000 | ??                     |
| 1954 | 245.000 | ??                     |
| 1955 | ??      | ??                     |

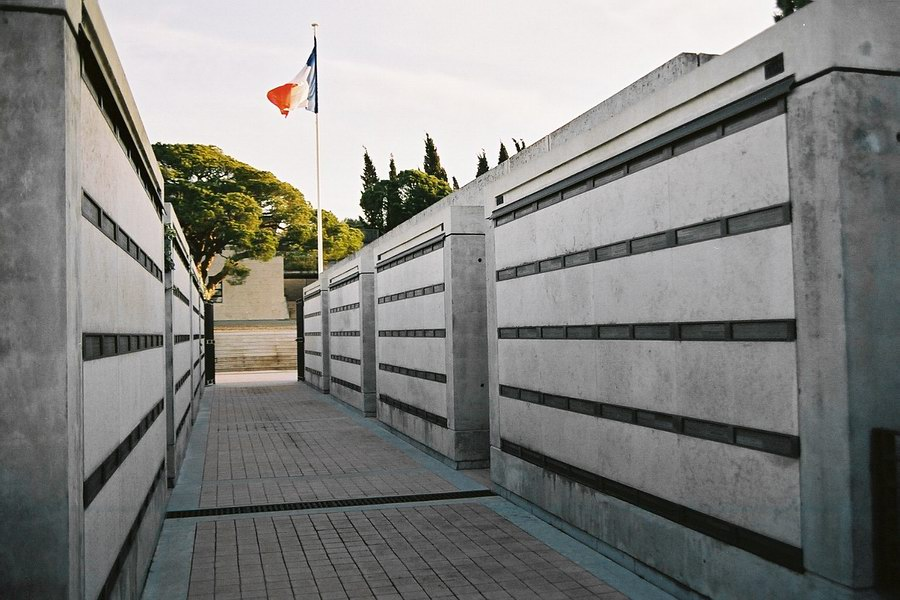
Beco no memorial às guerras na Indochina.

Os valores de 1945 a 1951 nesta tabela são do Diário Oficial de 21 de março de 1952. Os de 1952 a 1954 provêm da obra Guerra da Indochina. A necrópole das guerras da Indochina está localizada em Fréjus; aproximadamente 34.000 nomes estão registrados lá.

#### Perdas gerais durante o conflito
O livro Guerra da Indochina estima o número de mortos e desaparecidos, excluindo fora da Indochina, em 47.674 homens distribuídos da seguinte forma:
| Origem          | Mortos | Porcentagem |
| Metropolitanos  | 20.524 | 43%         |
| Norte-africanos | 12.256 | 26%         |
| Legionários     | 11.493 | 24%         |
| Africanos       | 3.401  | 7%          |
| TOTAL           | 47.674 | 100%        |

Jacques Dalloz, anuncia um total de perdas do CEFEO igual a 37.800 distribuídas da seguinte forma:
| Origem          | Mortos | Porcentagem |
| Metropolitanos  | 18.000 | 48%         |
| Norte-africanos | 8.000  | 21%         |
| Legionários     | 9.000  | 24%         |
| Africanos       | 2.800  | 7%          |
| TOTAL           | 37.800 | 100%        |

### Composição dos efetivos

#### Efetivos em 1946-1949
| Origem          | Efetivo | Porcentagem |
| Metropolitanos  | 43.700  | 38%         |
| Norte-africanos | 13.800  | 12%         |
| Africanos       | 8.050   | 7%          |
| Indochineses    | 35.650  | 31%         |
| Legionários     | 13.800  | 12%         |
| TOTAL           | 115.000 | 100%        |

#### Efetivos em 1954
Em 1º de fevereiro de 1954, os soldados africanos (magrebinos e negros) engajados no Corpo Expedicionário Francês no Extremo Oriente representavam 43,5% dos 127.785 homens das forças terrestres (nativos não incluídos).
Maurice Vaïsse fornece os seguintes números em junho de 1954:
| Origem          | Efetivo | Porcentagem |
| Indochineses    | 59.000  | 33%         |
| Metropolitanos  | 50.000  | 28%         |
| Norte-africanos | 35.000  | 20%         |
| Africanos       | 19.000  | 11%         |
| Legionários     | 14.000  | 8%          |
| TOTAL           | 177.000 | 100%        |

## Personalidades que serviram na Indochina
- Jean Gilles
- Jacques Massu
- Marcel Bigeard
- Roger Trinquier
- Jean Sassi
- Pierre Schoendoerffer
- Raoul Coutard
- André Blanchard
- Jacques Blasquez
- Georget Bernier, conhecido como Professor Choron, cofundador do jornal Hara-Kiri .
- Mohamed Oufkir, general e político marroquino, serviu no 4º Regimento de Tirailleurs Marroquinos. Durante o conflito da Indochina, foi citado três vezes na ordem do exército, duas vezes na ordem do corpo de exército, uma vez na ordem da divisão e uma vez na ordem da brigada. Ele também foi promovido a oficial da Legião de Honra no conflito da Indochina em 3 de outubro de 1949.

## Na cultura popular

### No cinema
- Soldat Blanc, de Erick Zonca